# Polimerizzazione per condensazione
La polimerizzazione per condensazione consiste nell'unione di due monomeri o due polimeri che tra loro formano un legame covalente, formando oltre ad un polimero, anche un composto a basso peso molecolare (ad esempio acqua), detto "condensato".
Nella polimerizzazione per condensazione, il polimero si forma attraverso una serie di successive reazioni di sintesi, dette "reazioni di condensazione".
Le reazioni di condensazione producono vari tipi di polimeri diversi l'uno dall'altro, sia per il differente peso molecolare sia per la differente posizione delle unità ripetitive del monomero all'interno della catena, per cui i prodotti della reazione possono essere polimeri più o meno ramificati o reticolati; in ogni caso la formazione di tali polimeri richiede energia, per cui le reazioni di condensazione sono endotermiche.
I reagenti di queste reazioni devono avere almeno due gruppi funzionali, così che la catena del polimero possa allungarsi a entrambe le estremità.
Le reazioni di condensazione sono state descritte per la prima volta nel 1929 da Wallace Carothers, che le distinse dalle "polimerizzazioni per addizione".
Spesso le polimerizzazioni per condensazione sono polimerizzazioni a stadi, ma non sempre. Ad esempio il poliuretano è un polimero di addizione, ma la sua produzione avviene tramite polimerizzazione a stadio.

## Esempio
Un esempio di polimerizzazione per condensazione è la reazione tra un acido dicarbossilico e una diammina, da cui si ottiene il nylon (e acqua come condensato):